# Wilkes 320 1960
Wilkes 320 1960 var ett stockcarlopp ingående i Nascar Grand National Series (nuvarande Nascar Cup Series) som kördes 2 oktober 1960 på den 0,625 mile (1005,84 meter) långa ovalbanan North Wilkesboro Speedway i North Wilkesboro, North Carolina. Totalt avverkades 200 miles (321,868 km) fördelat på 320 varv. Banunderlaget var asfalt. Loppet vanns av Rex White i en Chevrolet ägd av Smith själv på tiden 2:34.57. Whites snitthastighet uppgick till 77,444 mph. Prispotten uppgick till 7 825 dollar, varav 2 200 dollar gick till segraren.

## Resultat
| Plc     | Nr | Förare         | Team/ bilägare       | Konstruktör | Start | Varv | Ledda varv |
| ------- | -- | -------------- | -------------------- | ----------- | ----- | ---- | ---------- |
| 1       | 4  | Rex White      | Rex White            | Chevrolet   | 1     | 320  | 79         |
| 2       | 27 | Junior Johnson | John Masoni          | Chevrolet   | 10    | 320  | i.u.       |
| 3       | 2  | Possum Jones   | Tom Daniels          | Chevrolet   | 6     | 320  | i.u.       |
| 4       | 16 | Joe Weatherly  | Wood Brothers Racing | Ford        | 5     | 318  | i.u.       |
| 5       | 87 | Buck Baker     | Buck Baker Racing    | Chevrolet   | 4     | 314  | i.u.       |
| 6       | 43 | Richard Petty  | Petty Enterprises    | Plymouth    | 2     | 314  | i.u.       |
| 7       | 11 | Ned Jarrett    | Ned Jarrett          | Ford        | 7     | 313  | i.u.       |
| 8       | 67 | David Pearson  | Pearson Racing       | Chevrolet   | 18    | 313  | i.u.       |
| 9       | 59 | Tom Pistone    | W.T. Coppedge        | Chevrolet   | 12    | 311  | i.u.       |
| 10      | 44 | Jim Paschal    | Petty Enterprises    | Plymouth    | 3     | 309  | i.u.       |
| 11      | 17 | Fred Harb      | Fred Harb            | Ford        | 14    | 309  | i.u.       |
| 12      | 54 | Jimmy Pardue   | Ebart Clifton        | Dodge       | 16    | 305  | i.u.       |
| 13      | 7  | Buddy Baker    | Fred Harb            | Ford        | 21    | 302  | i.u.       |
| 14      | 19 | Herman Beam    | Herman Beam          | Ford        | 19    | 298  | i.u.       |
| 15      | 83 | Curtis Crider  | Curtis Crider        | Ford        | 23    | 297  | i.u.       |
| 16      | 74 | L.D. Austin    | L.D. Austin          | Chevrolet   | 20    | 293  | i.u.       |
| 17      | 48 | G.C. Spencer   | Weldon Wagne         | Chevrolet   | 17    | 280  | i.u.       |
| 18      | 6  | Cotton Owens   | Owens Racing         | Pontiac     | 11    | 241  | 1          |
| 19      | 23 | Doug Yates     | Raeford Johnson      | Plymouth    | 9     | 233  | i.u.       |
| 20      | 42 | Lee Petty      | Petty Enterprises    | Plymouth    | 8     | 129  | i.u.       |
| 21      | 35 | E.J. Trivette  | M.J. Black           | Plymouth    | 22    | 109  | i.u.       |
| 22      | 76 | Larry Frank    | Dick Wright          | Ford        | 13    | 85   | i.u.       |
| 23      | 61 | Elmo Langley   | Doc White            | Ford        | 15    | 13   | i.u.       |
| 24      | 1  | Paul Lewis     | Jess Potter          | Chevrolet   | 24    | 9    | i.u.       |
| Källor: |    |                |                      |             |       |      |            |